# Cucurbitaria acervata
Cucurbitaria acervata är en svampart som först beskrevs av Elias Fries, och fick sitt nu gällande namn av Fries 1849. Cucurbitaria acervata ingår i släktet Cucurbitaria och familjen Cucurbitariaceae.  Arten är reproducerande i Sverige. Inga underarter finns listade i Catalogue of Life.